# Chata Jiřího na Šeráku
Chata Jiřího na Šeráku (niem. Georg Schutzhaus auf der Hochschar) – całoroczne schronisko turystyczne w paśmie górskim Wysokiego Jesionika (cz. Hrubý Jeseník), w północno-wschodnich Czechach, w Sudetach Wschodnich w obrębie gminy Bělá pod Pradědem. Położone na głównym grzbiecie Masywu Keprníka (cz. Keprnická hornatina) na wysokości 1323 m n.p.m., na stoku góry Šerák, oddalone o około 150 m na północny wschód od szczytu.

## Historia schroniska

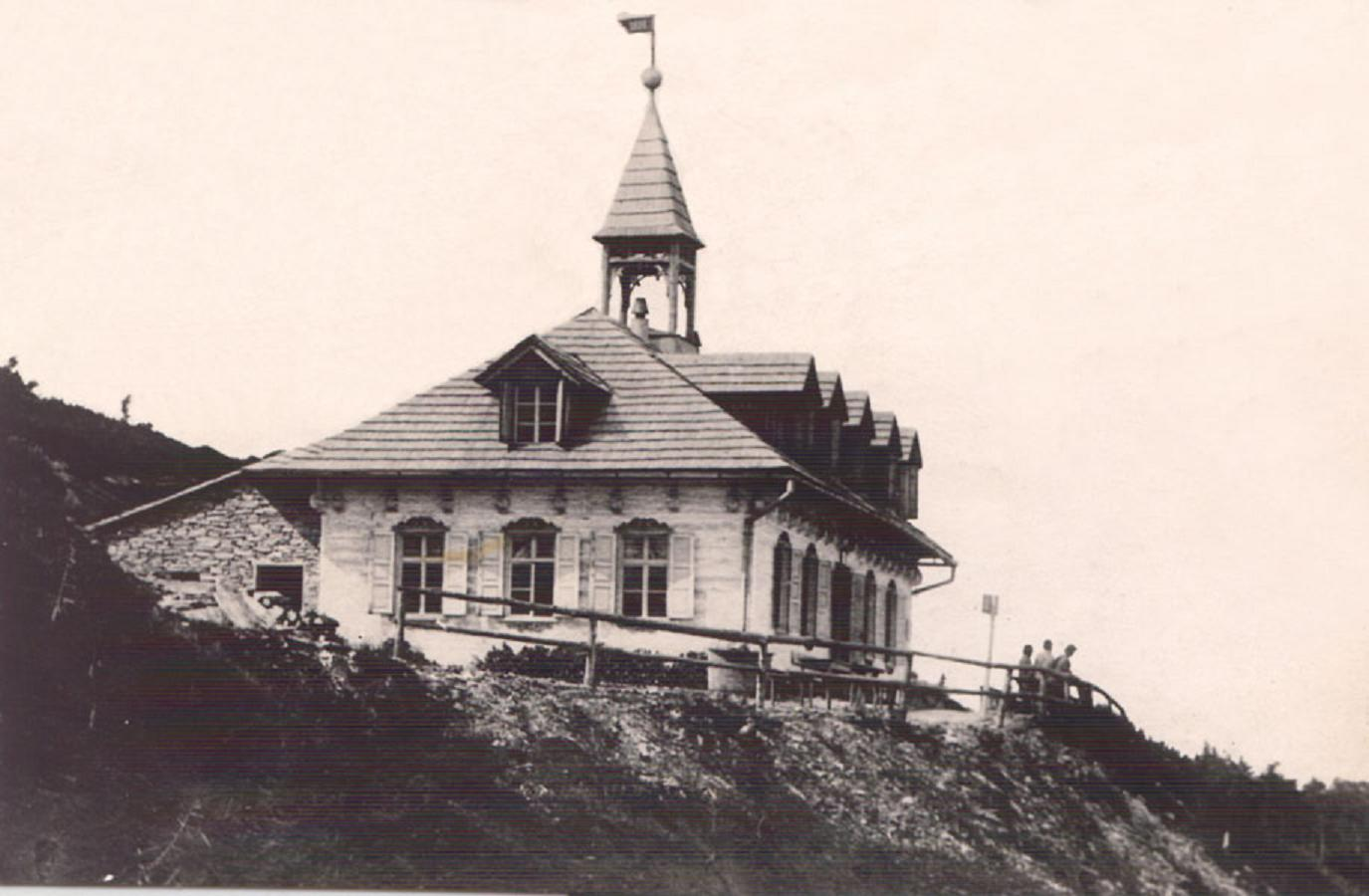
Historyczna chata Jiřího na Šeráku (1890 rok)

Od chwili, kiedy pierwsi wędrowcy i turyści zainteresowali się urokiem gór oraz przemierzaniem ścieżek, a później nieco dłuższym w nich pobytem, zaistniała potrzeba ich ulokowania. A gdy ruch ten przybrał na sile, pojawił się pomysł budowy schronisk turystycznych. W końcu XIX w. pomysłem zainteresowało się powstałe w 1881 roku w miejscowości Jesionik (cz. Jeseník) stowarzyszenie turystyczne Morawsko-Śląskie Sudeckie Towarzystwo Górskie (niem. Mährisch-Schlesischer Sudetengebirgsverein (MSSGV)), którego zarząd główny 9 lutego 1887(dts) roku podjął decyzję o budowie schroniska turystycznego. Uroczyste otwarcie schroniska odbyło się 28 lipca 1888(dts) roku. Wybrano miejsce popularne, blisko miejscowości Ramzová, wśród najwyższych szczytów tej okolicy gór: Šerák i Keprník. Teren pod budowę przekazał kardynał Georg Kopp. Stanowiły go dwie parcele należące do diecezji wrocławskiej. Ku jego czci i pamięci nazwano schronisko Georgschutzhaus, tłumacząc jego niemieckie imię Georg na czeskie Jiří (stąd obecna czeska nazwa – Chata Jiřího). Budowla była wzorowana na projekcie ratusza w Jesioniku. Dzierżawcą schroniska stał się Franz Hauck. Warto dodać, że 11 czerwca 1892(dts) roku do schroniska przybył m.in. arcyksiążę Maksymilian Eugeniusz Habsburg. Początkowo była to drewniana chata z niewielką wieżyczką w środku.
27 lutego 1893 roku około godz. 21 schronisko spłonęło, podpalone przez 26-letniego cieślę Josefa Bauera z Ramzovej, który chciał zatrzeć ślady kradzieży. Staraniem stowarzyszenia MSSGV, które zebrało stosowną kwotę, podjęto decyzję o jego odbudowie, już jako budowli kamiennej, którą zbudowano na fundamentach poprzedniej, powiększając ją do 12 pokoi z restauracją. Prace rozpoczęto 25 czerwca 1893(dts) roku, a koszt budowy schroniska wyniósł 15 100 florenów. Kolejne uroczyste otwarcie schroniska nastąpiło 27 czerwca 1894(dts) roku.
Po śmierci w 1904 roku dzierżawcy Franza Haucka, kierowanie schroniska objęła wdowa po nim Karoline Hauck, a po jej śmierci funkcję tę przejęła jej córka Emilie Hauck, a od 10 sierpnia 1912(dts) roku schronisko objęła z kolei jej córka Anna Hauck. Kolejnymi dzierżawcami schroniska byli po wygraniu przetargu ogłoszonego przez MSSGV: Eduard Berger z Morawskiej Ostrawy (1912–1918), Johanna Trampusch (1919–1923), Josef Nitsche (1923–1941) i Robert Jung z miejscowości Lipová-lázně (1941–1945).
W 1926 roku w schronisku uruchomiono sieć wodociągową oraz państwową stację meteorologiczną trzeciej klasy, a w 1927 roku – telefon. W 1926 roku ponadto dokonano gruntownej modernizacji schroniska, według projektu Aloisa Schöna z Jesionika, znacznie je rozbudowując do 26 pokoi, dobudowując noclegownię i oszkloną werandę. Po rozbudowie miało ono 86 łóżek i 100 miejsc na materacach, a koszt przebudowy wyniósł 574 750 Kč.
Po II wojnie światowej, w maju 1945 roku schronisko zostało przejęte przez absolwenta szkoły hotelowej najemcę Ludvíka Sochorę, ale już w 1948 roku w wyniku zmian ustrojowych schronisko znacjonalizowano. W czasach czechosłowackich schronisko służyło głównie jako restauracja i należało do najczęściej odwiedzanych miejsc Wysokiego Jesionika.
Punktem zwrotnym współczesnej historii schroniska było wybudowanie kolejki linowej w 1976 roku na odcinku Ramzová – góra Černava, a w 1981 roku na odcinku góra Černava – góra Šerák, co spowodowało znaczny wzrost napływu turystów. Po 1989 roku w wyniku kolejnych już zmian ustrojowych doszło również do zmian własnościowych schroniska. Schroniskiem zarządzało teraz małżeństwo Eliška i Reinhard Neubauer. Kolej linową wydzierżawiła nowo powstała spółka o nazwie „BONERA” (od udziałowców (BOřuta – NEubauer – RAmzová)), a od czerwca 1992 roku spółka stała się właścicielem również i schroniska. W tym też roku doszło w wyniku silnych wiatrów do zerwania części dachu schroniska. W latach 90. XX stulecia spółka „BONERA” prowadziła rekonstrukcję wnętrz, remont sieci wodno-kanalizacyjnej, elektrycznej i grzewczej, wymieniono okna i zmodernizowano salę główną, w wyniku czego schronisko jest jednym z najnowocześniejszych obiektów tego typu. W 1994 roku w pobliżu wejścia do schroniska – staraniem MSSGV – przymocowano niewielką metalową tabliczkę z napisem po czesku i niemiecku przypominającym, że schronisko zostało zbudowane przez towarzystwo.

## Charakterystyka

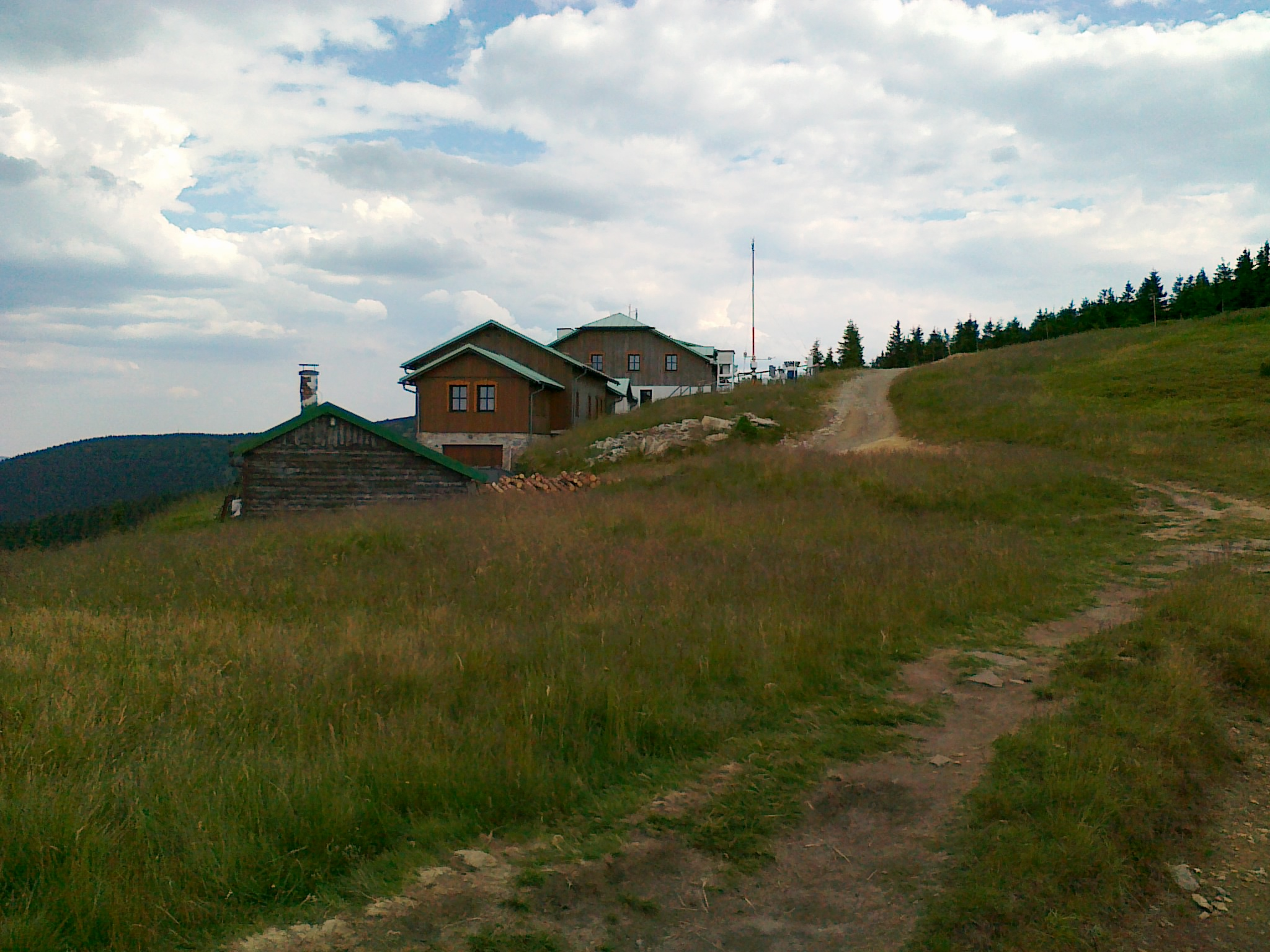
Zabudowa wokół schroniska chata Jiřího na Šeráku (2018 rok)

W schronisku istnieje możliwość zorganizowania seminariów, kursów czy pobytów leczniczych oraz innego spędzenia wolnego czasu. Schronisko znajduje się w malowniczo położonej okolicy, będącej obszarem utworzonego w 1903 roku najstarszego na Morawach narodowego rezerwatu przyrody Šerák-Keprník o powierzchni około 1174 ha, jest zatem punktem wypadowym dla miłośników przyrody, jak również pieszej turystyki górskiej. Do górnej stacji kolejki linowej prowadzącej do miejscowości Ramzová jest od schroniska około 300 m.

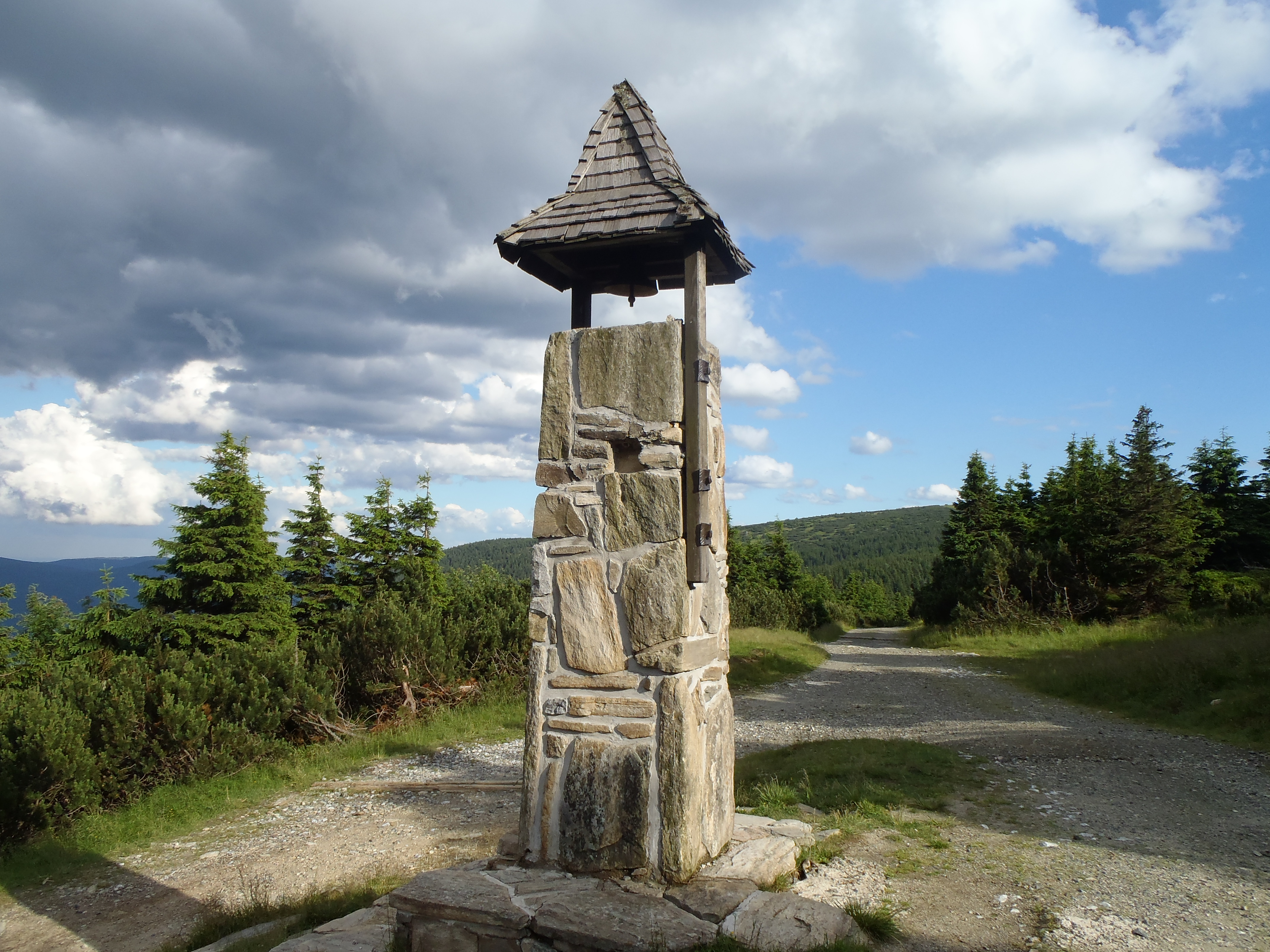
Kamienna dzwonnica blisko chaty Jiřího (2016 rok)

Z tarasu rozciąga się punkt widokowy na otaczające góry, patrząc wzdłuż doliny potoku Javořický p., z widoczną panoramą miejscowości Jesionik i doliną rzeki Biała Głuchołaska (cz. Bělá). Przy schronisku mieści się założona w 2004 roku stacja meteorologiczna, a obok niej zainstalowano urządzenia mierzące – co godzinę – dane klimatyczne. Przy stacji postawiono m.in. maszt o wysokości 10 m, na którym zainstalowano ultradźwiękowy anemometr WS425 mierzący kierunek i prędkość wiatru. Nieopodal schroniska znajduje się alarmowa, kamienna dzwonnica (w odległości około 75 m), mająca ostrzegać o schodzących lawinach śnieżnych. Blisko schroniska znajdują się miejsca umożliwiające starty lotni lub paralotni. Również niedaleko schroniska usytuowano najdłuższą trasę narciarstwa zjazdowego w Czechach o długości 3260 m na kierunku:
 szczyt Šerák – Mračná hora – góra Černava – Ramzová
Ponadto nieopodal schroniska, przy skrzyżowaniu turystycznym postawiono drewniany pomnik z sylwetką kozicy.

## Wyposażenie schroniska
- 65 miejsc noclegowych w 26 pokojach: 20 pokoi 2-osobowych z łazienką i 6 pokoi 2- lub 3-osobowych ze wspólną łazienką
- stylowa restauracja na 150 miejsc
- przechowalnia rowerów i bagażu

## Szlaki turystyczne i rowerowe

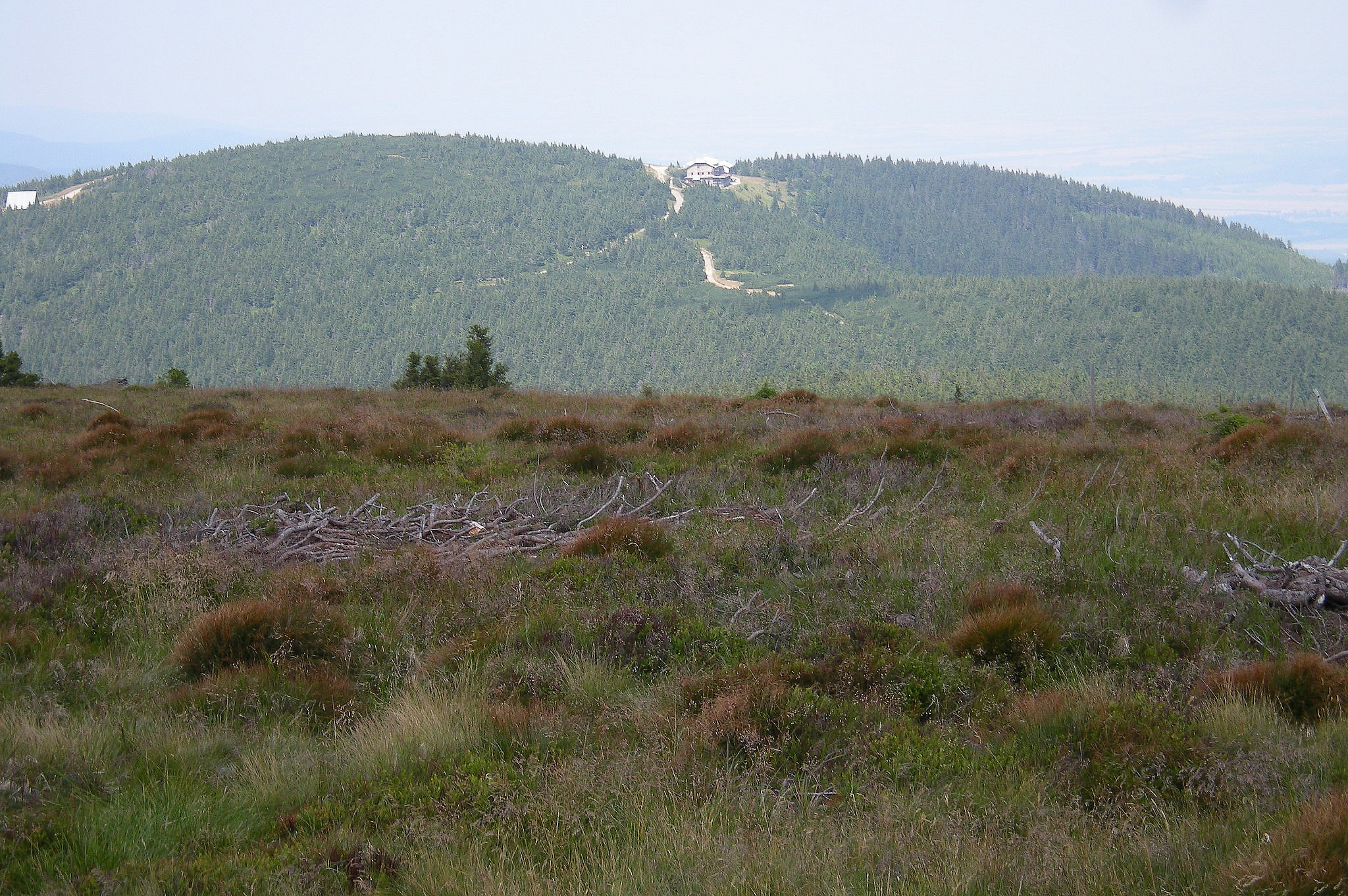
Widok z góry Keprník na schronisko chata Jiřiho na Šeráku (2012 rok)

Zainteresowani pobytem w schronisku powinni się kierować drogami w kierunku: Głuchołazy – Jesionik – Ramzová.
Kluczowym punktem turystycznym jest przystanek turystyczny położony przy schronisku, o nazwie (cz. Šerák (tur. ch.)) z podaną na tablicy informacyjnej wysokością 1325 m, od którego rozchodzą się oba szlaki turystyczne.
Koło schroniska wzdłuż czerwonego szlaku turystycznego , przechodzi ścieżka dydaktyczna (cz. NS S Koprníčkem na výlet Keprnickými horami) na trasie:
 Červenohorské sedlo – Ramzová (z 13 stanowiskami obserwacyjnymi)
Można tu dotrzeć bezpośrednio dwoma szlakami turystycznymi na trasach:
 Lipová-lázně – góra Sněhulák – góra Obří skály – góra Šerák – schronisko Chata Jiřího – przełęcz Sedlo pod Keprníkem – góra Šumný – Filipovice
 Jesionik – góra Javořík – przełęcz Sedlo pod Javoříkem – góra Miroslav – góra Strmý – góra Šerák – schronisko Chata Jiřího – Šerák (lanovka)
W pobliżu schroniska przebiega również szlak turystyczny na trasie:
 Červenohorské sedlo – góra Červená hora – Vřesová studánka – przełęcz Sedlo pod Vřesovkou – Keprník–JV – Trojmezí – szczyt Keprník – przełęcz Sedlo pod Keprníkem – góra Šerák – góra Černava – Ramzová
oraz szlak rowerowy na trasie:
 Spojená cesta – góra Zaječí hora – góra Nad Borovým – Bělá pod Pradědem – góra Šumný – przełęcz Sedlo pod Keprníkem – góra Šerák – Mračná hora – góra Černava – Ostružná – Petříkov

## Dodatkowe informacje o schronisku
- Hanušovicki browar Holba produkuje lekkie piwo o nazwie „Šerák”, dostępne w restauracji schroniska.
- W Wysokim Jesioniku znajduje się inny obiekt o nazwie Chata Jiřího, położony w Masywie Pradziada (cz. Pradědská hornatina), blisko szczytu Kamzičí vrch, jednak nie ma on charakteru typowego schroniska i nie należy go mylić ze schroniskiem na Šeráku[20].